# Antrim (Nova Hampshire)
Antrim é uma cidade  localizada no estado americano de Nova Hampshire, no Condado de Hillsborough.

## Demografia
Segundo o censo americano de 2000, a sua população era de 2449 habitantes.

## Geografia
De acordo com o United States Census Bureau tem uma área de 
94,5 km², dos quais 92,4 km² cobertos por terra e 2,1 km² cobertos por água.

## Localidades na vizinhança
O diagrama seguinte representa as localidades num raio de 28 km ao redor de Antrim. 